# روبرتو مونسيرات
روبرتو كارلوس مونسيرات (13 سبتمبر 1968 في قرطبة) هو لاعب كرة قدم أرجنتيني سابق. لعب لمنتخب الأرجنتين وفاز بالعديد من البطولات الكبرى مع ريفر بليت.